# Pelopicopata
Pelo Pico Pata fue un programa documental español dedicado a los animales que se emitía en Antena 3. El programa, que se estrenó el 19 de junio de 2004, también se ha emitido en Neox y Nova. No obstante, el programa sigue reponiéndose en Antena 3 y 
Nova.

## Historia
Pelopicopata se estrenó el 19 de junio de 2004 en Antena 3 de la mano de Silvia Jato. El espacio, producido por Mediapro, comenzó a programarse los sábados veraniegos a las 21:30 horas.
Después de la buena acogida que tuvo su primera temporada por parte de la audiencia, Antena 3 renovó por una temporada más el espacio de animales, que en principio iba a seguir siendo presentado por Silvia Jato. No obstante, regresó el 12 de febrero de 2005 con Jaime Bores. Además, a finales de ese mismo año, la cadena lanzó al mercado la revista Pelopicopata.
Tras dos temporadas en antena, el formato regresó a Antena 3 presentado por Anabel Alonso en su tercera temporada. El estreno de la tercera temporada del espacio se produjo el 22 de abril de 2006. Además, a las 20:00 horas, y para celebrar la vuelta del programa, la cadena emitió el especial Pelopicopata show, que contó con la presencia de Rex, el pastor alemán que protagoniza la serie Rex, un policía diferente, mostró un desfile de moda para perros, avanzó las historias más sorprendentes de la tercera temporada del espacio y puso a disposición de los espectadores al veterinario Xavi Vergés, que respondió a las consultas que los televidentes plantearon sobre sus mascotas.
Por otro lado, la cadena tenía previsto estrenar la cuarta temporada del programa el 20 de octubre de 2007. Sin embargo, la cadena decidió no ofrecerla.
Finalmente, después de cuatro años de reposiciones en Antena 3 y Neox, Nova estrenó el sábado 5 de noviembre de 2011 Pelopicopata "edición Mascoteros". Esta etapa, conducida por el reconocido veterinario Carlos Rodríguez, reflejaba el mundo de los animales a través de un enfoque diferente, mostrando a diferentes tipos de mascotas en situaciones nada normales.

## Formato
El programa pretende ofrecer una visión insólita del mundo animal mostrando las relaciones del hombre con sus mascotas, las curiosidades de los animales, sus enfermedades, el papel de los veterinarios y otros aspectos de los animales, tanto domésticos como salvajes. Así, cada entrega comienza con un resumen de todas las historias del día a cargo del presentador, y un breve comentario sobre su desarrollo. Cada programa nos presenta cuatro historias diferentes.